# Kapla

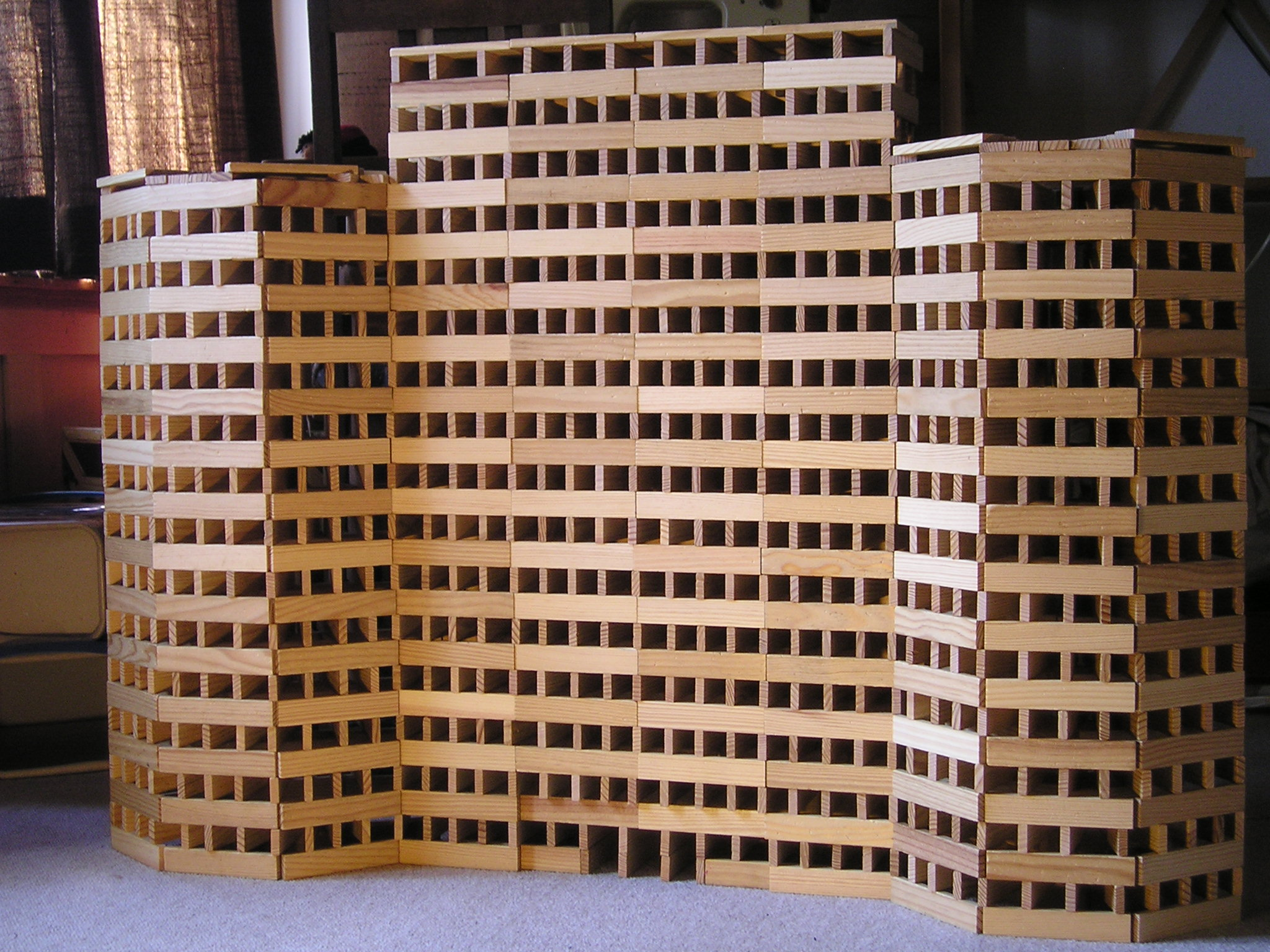
Kaplából készült épület

A Kapla egy egyszerű, natúr fenyőfából készített, téglatest alakú építőjáték. Egy játékban minden darab mérete és formája azonos. Az oldalak aránya 1:03:15, azaz, 1 egység magas, 3 egység széles és 15 egység hosszú. Így különböző oldalak felhasználásával is egységes magasságot lehet elérni. A játék legelterjedtebb mérete: 7,8 mm×23,4 mm×117 mm.
A Kapla játék lényege, hogy különböző alakzatokat, tornyokat építsünk a téglatestekből, ragasztás, összepattintás nélkül.

## Kapla változatok a kereskedelmi forgalomban
Dobozos változatai a kereskedelmi forgalomban 40, 200, 280, vagy 1000 darabosak. Színváltozatai: nyers fa, piros, narancs, sárga, zöld, világoskék és sötétkék. 2010-től fehér és fekete.

## Fotógaléria

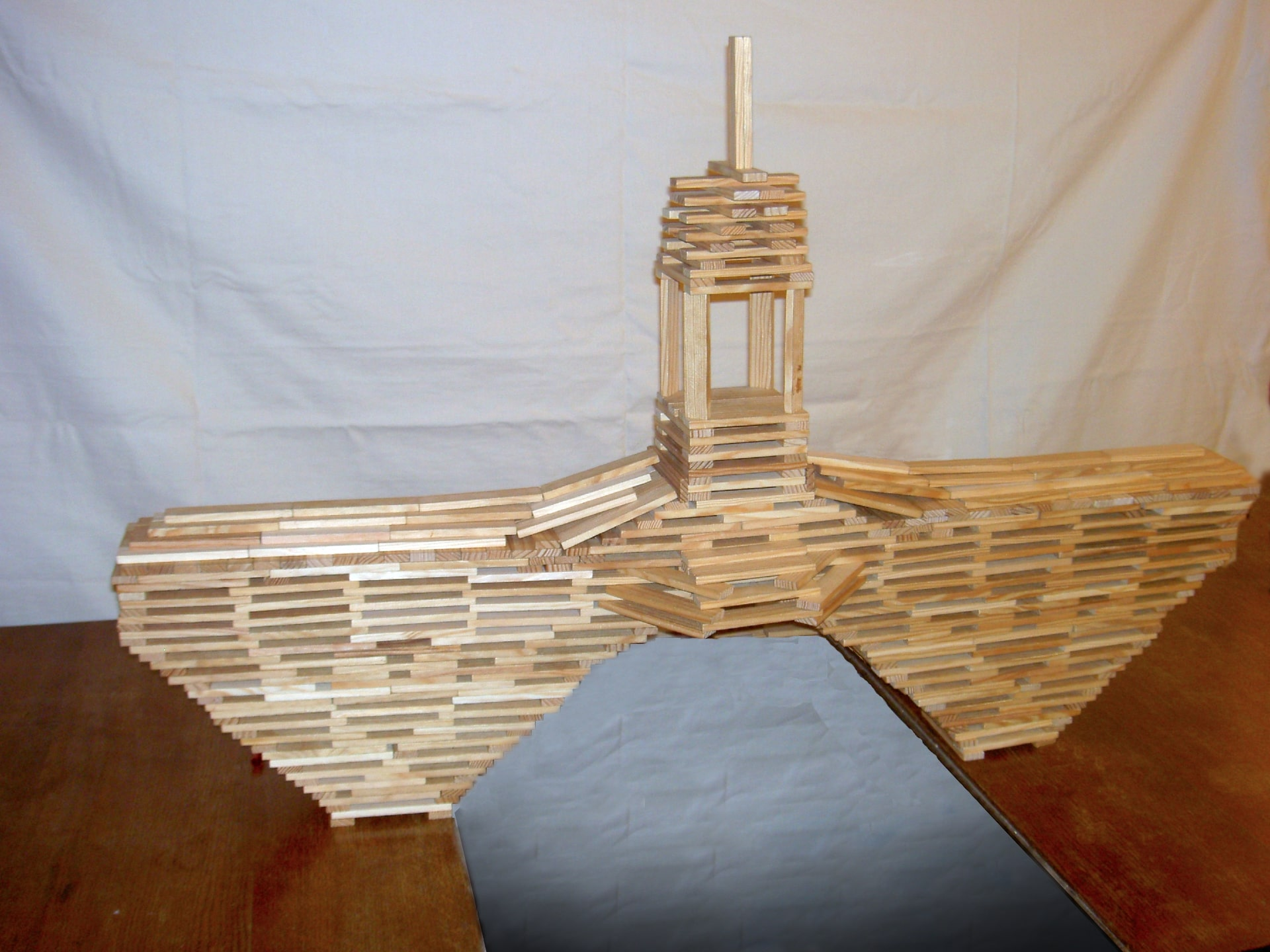
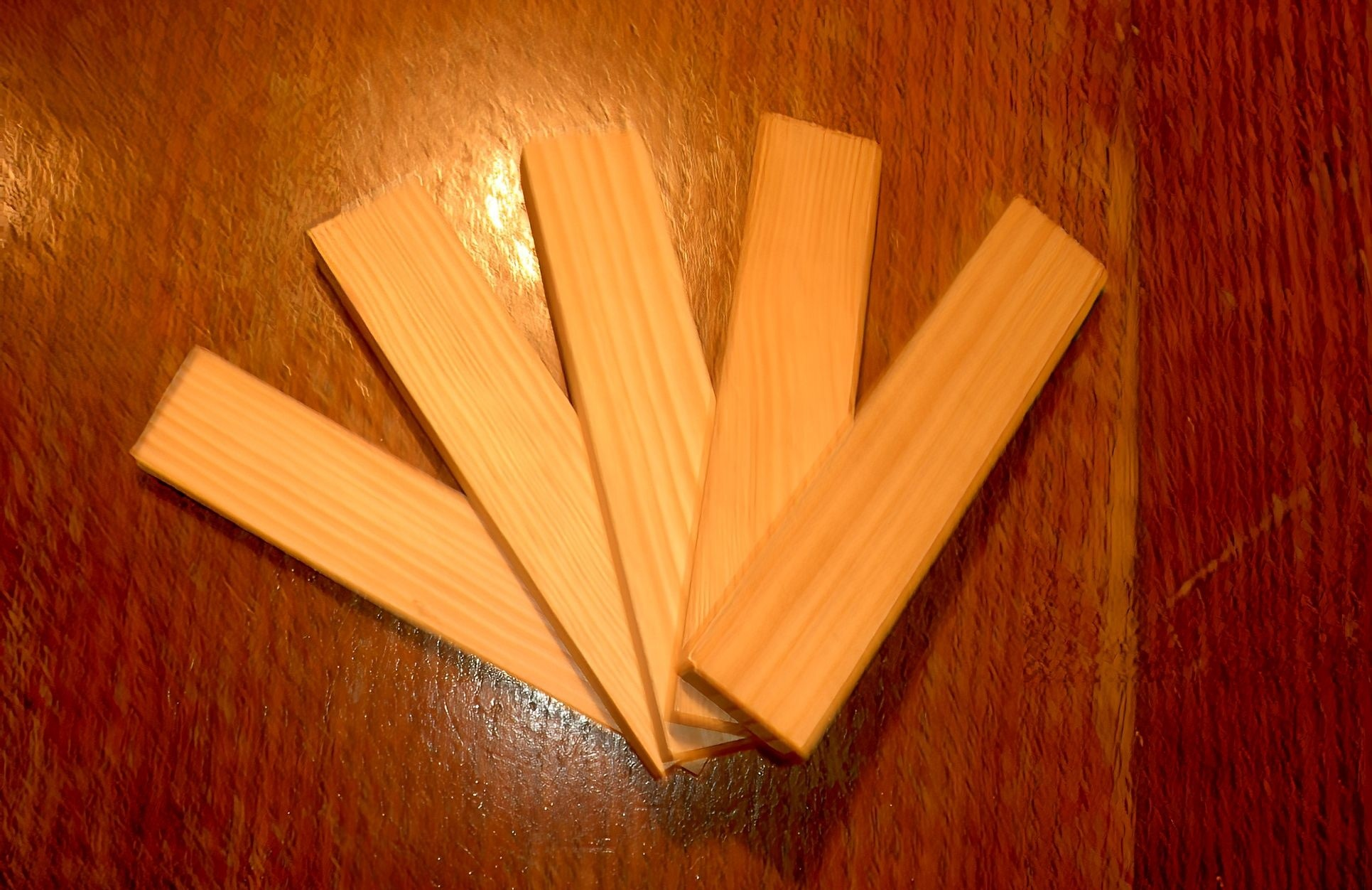
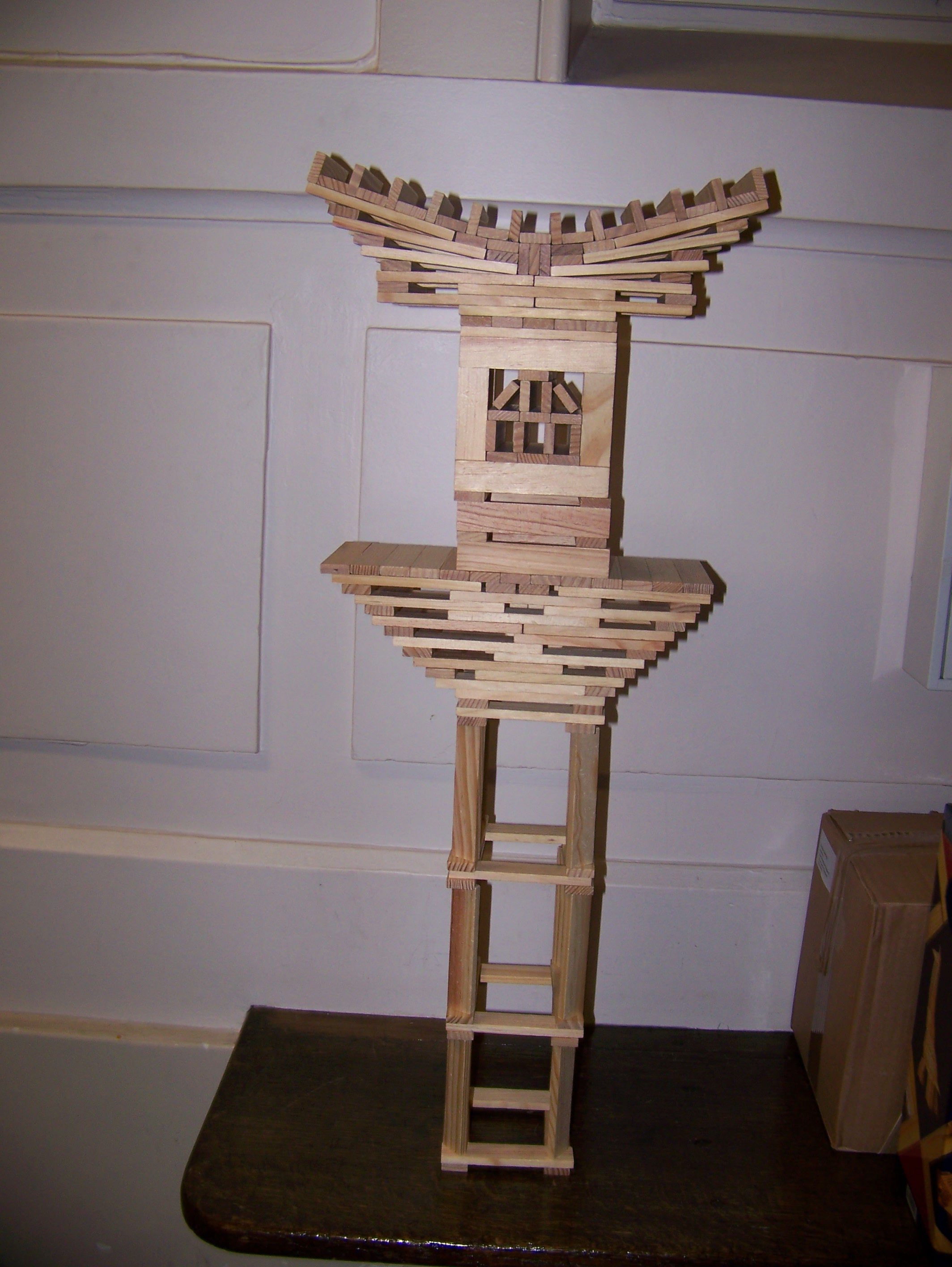
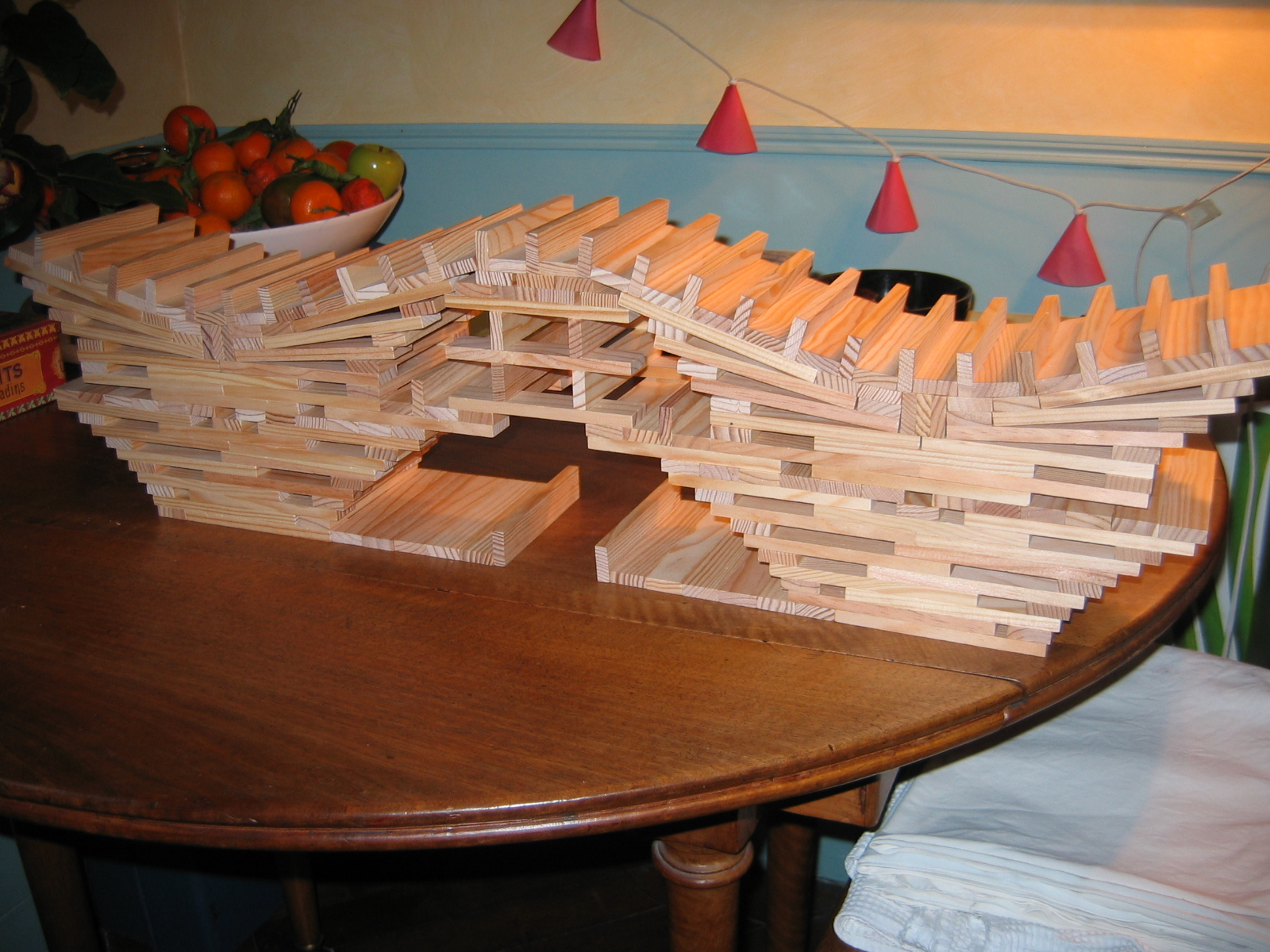
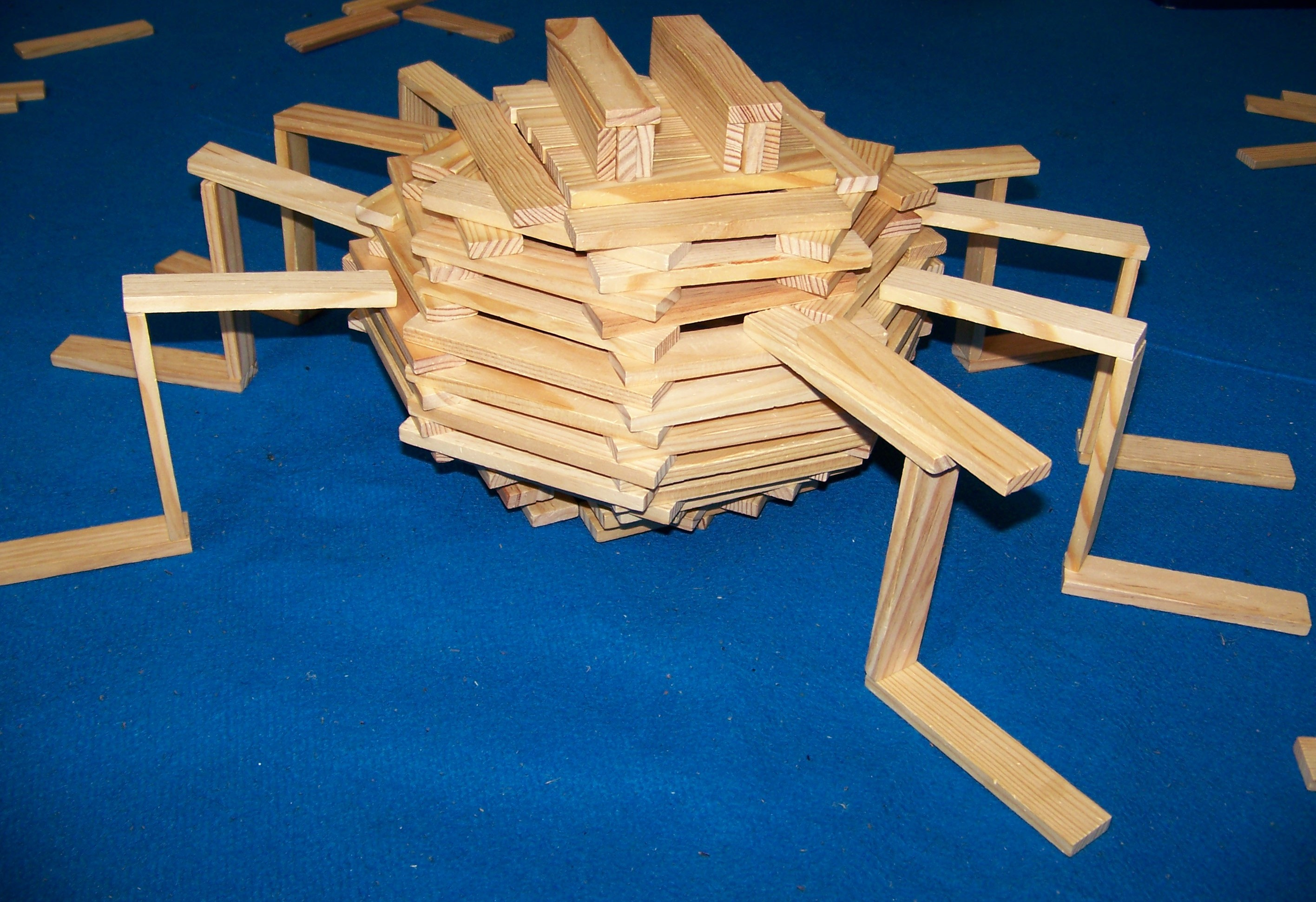
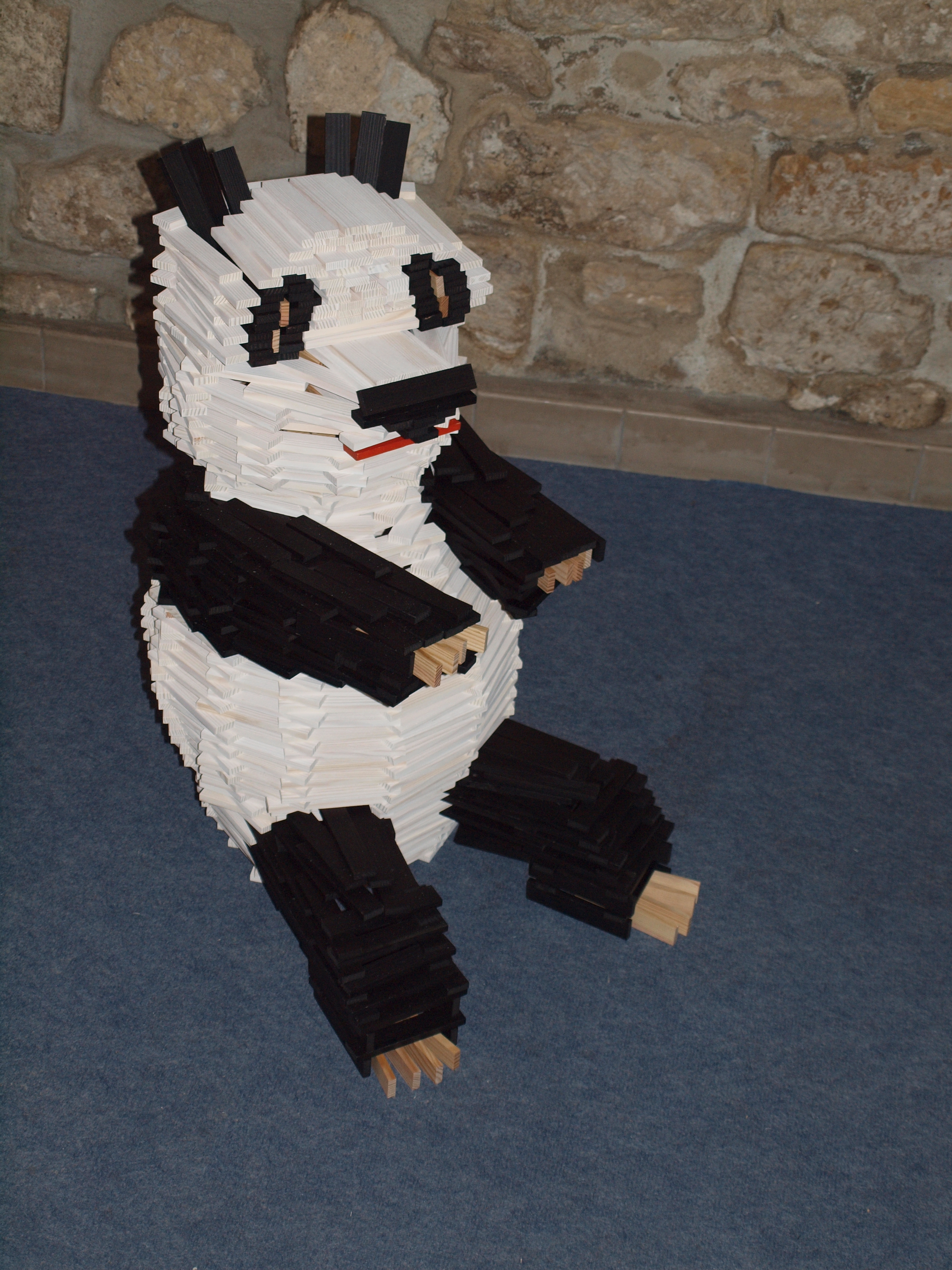
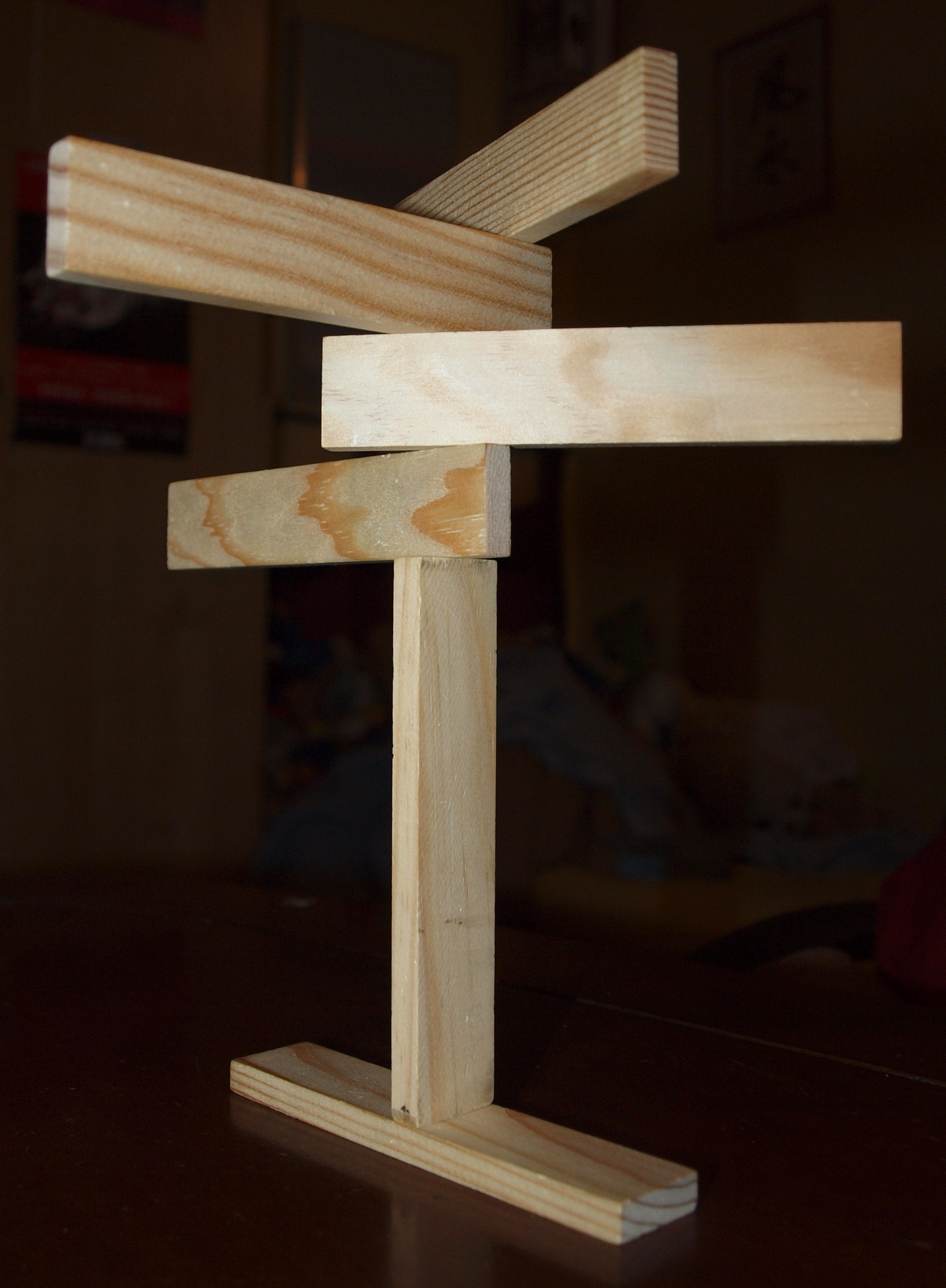